# Seong Se-hyeon
Seong Se-hyeon (* 2. Dezember 1990) ist ein südkoreanischer Curler. Er spielt in der koreanischen Nationalmannschaft auf der Position des Third unter Skip Kim Chang-min.

## Karriere
Seong begann seine internationale Karriere bei der Winter-Universiade 2009 als Lead im koreanischen Team um Skip Kim Chang-min. Die Mannschaft belegte den vierten Platz. Zwei Jahre später konnte sie, diesmal mit Seong als Second, bei der Winter-Universiade 2011 die Goldmedaille gewinnen. 2013 kam Seong auf den achten Platz und bei der Winter-Universiade 2017 leitete er das koreanische Team als Skip und wurde Fünfter.
Seine erste Teilnahme an der Pazifikmeisterschaft 2009 als Ersatzspieler endete mit dem Gewinn der Bronzemedaille. Diesen Erfolg konnte er bei der Pazifik-Asienmeisterschaft 2011, diesmal als Second im Team von Kim Chang-min, wiederholen. Nach einem vierten Platz 2012 war er wieder bei der Pazifik-Asienmeisterschaft 2017 als Third des koreanischen Teams dabei. Die Mannschaft um Kim Chang-min gewann den Wettbewerb und qualifizierte Südkorea für die Weltmeisterschaft 2018 in Las Vegas. Bei seiner ersten WM kam er mit der koreanischen Mannschaft nach einer Niederlage im Spiel um Platz 3 gegen Schottland (Skip: Bruce Mouat) auf den vierten Platz. 
Seong und seine Teamkollegen (Skip: Kim Chang-min, Second: Oh Eun-su, Lead: Lee Ki-bok, Alternate: Kim Min-chan) vertraten Südkorea bei den Olympischen Winterspielen 2018 im Heimatland. Nach vier Siegen und fünf Niederlagen in der Round Robin kamen sie auf den siebten Platz.